# Severin Lüthi
Severin Lüthi (nascido em 5 de janeiro de 1976) é um treinador de tênis suíço e ex-jogador. Ele treinou a equipe suíça da Copa Davis por muitos anos e também é treinador de longa data de Roger Federer.
Lüthi cresceu em Stettlen, nos arredores de Berna. Ele jogou tênis em sua juventude e uma vez venceu Gustavo Kuerten. Ele desistiu do tênis aos 20 anos e serviu um aprendizado comercial com a companhia de seu pai.
Ele freqüentou brevemente a universidade, mas descobriu que não lhe interessava. Em vez disso, ele se envolveu em esportes, primeiro futebol, depois como assistente técnico da equipe da Copa Davis na Suíça em 2002, quando Peter Carter foi morto em um acidente automobilístico na África do Sul. Depois de três anos, ele foi promovido a capitão de equipe.
Ele viaja com Federer desde 2007 no circuito ATP.
Ele treinou a equipe suiça que venceu a Copa Davis em novembro de 2014, quando Roger Federer venceu Richard Gasquet.